# Sarax gravelyi
Espèce
Sarax gravelyi est une espèce d'amblypyges de la famille des Charinidae.

## Distribution
Cette espèce est endémique de Singapour.

## Description
La carapace des femelles mesure 3,20 mm de long sur 4,31 mm et 3,25 mm de long sur 4,45 mm.

## Étymologie
Cette espèce est nommée en l'honneur de Frederic Henry Gravely.

## Publication originale
- Miranda, Giupponi, Prendini & Scharff, 2021 : « Systematic revision of the pantropical whip spider family Charinidae Quintero, 1986 (Arachnida, Amblypygi). » European Journal of Taxonomy, no 772, p. 1–409 (texte intégral).